# هجارة (الملاجم)

تعديل مصدري - تعديل

هجارة هي إحدى قرى عزلة ال منصور الملاجم بمديرية الملاجم التابعة لمحافظة البيضاء، بلغ تعداد سكانها 936 نسمة حسب تعداد اليمن لعام 2004.